# Carex echinodes
Carex echinodes är en halvgräsart som först beskrevs av Merritt Lyndon Fernald, och fick sitt nu gällande namn av P.Rothr., Reznicek och Hipp. Carex echinodes ingår i släktet starrar, och familjen halvgräs. Inga underarter finns listade i Catalogue of Life.